# ひまわり〜沖縄は忘れない あの日の空を〜
『ひまわり〜沖縄は忘れない あの日の空を〜』（ひまわり おきなわはわすれない あのひのそらを）は、2012年制作、2013年公開の日本映画。
1959年に沖縄で起きた宮森小学校米軍機墜落事故をモチーフにしている。第31回(2013年度)日本映画復興賞を受賞。

## キャスト
- 山城良太：長塚京三
- 石嶺琉一：須賀健太
- 城間加奈：能年玲奈
- 石川聡子：福田沙紀
- その他：鈴木裕樹(D-BOYS)、ヒガリノ、徳元裕矢、戸井智恵美、河口明里、小林優斗、綾田俊樹、吉田妙子、北島角子、八木政男
- 子役：金森喜祐、兼城夏穂、神谷優羽雅、新垣春一、宮平和也、照屋舞

## スタッフ
- 企画・製作：桂荘三郎
- 監督：及川善弘
- 原案：「石川・宮森ジェット機墜落事故証言集（石川・宮森630会編）」
- 脚本：大城貞俊、山田耕大
- 脚本協力：宜野座由子
- 製作：本村初枝
- プロデューサー：森田勝政
- キャスティングプロデューサー：松永琴
- 協力プロデューサー：山本洋、宜野座映子
- 撮影監督：前田米造（J.S.C.）
- 撮影：岩崎登
- 照明：赤津淳一
- 録音：北村峰晴
- 編集：奥原好幸
- 助監督：中里洋一
- 美術：青木章
- 音楽：山谷知明
- 視覚効果：田口清隆
- スクリプター：堀北昌子
- 主題歌：「ひまわり」/Civilian Skunk
- ノベライゼーション：ひろはたえりこ